# VCH – Verband Christlicher Hotels

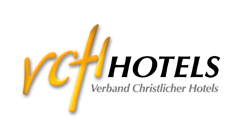
VCH Signet seit 2003

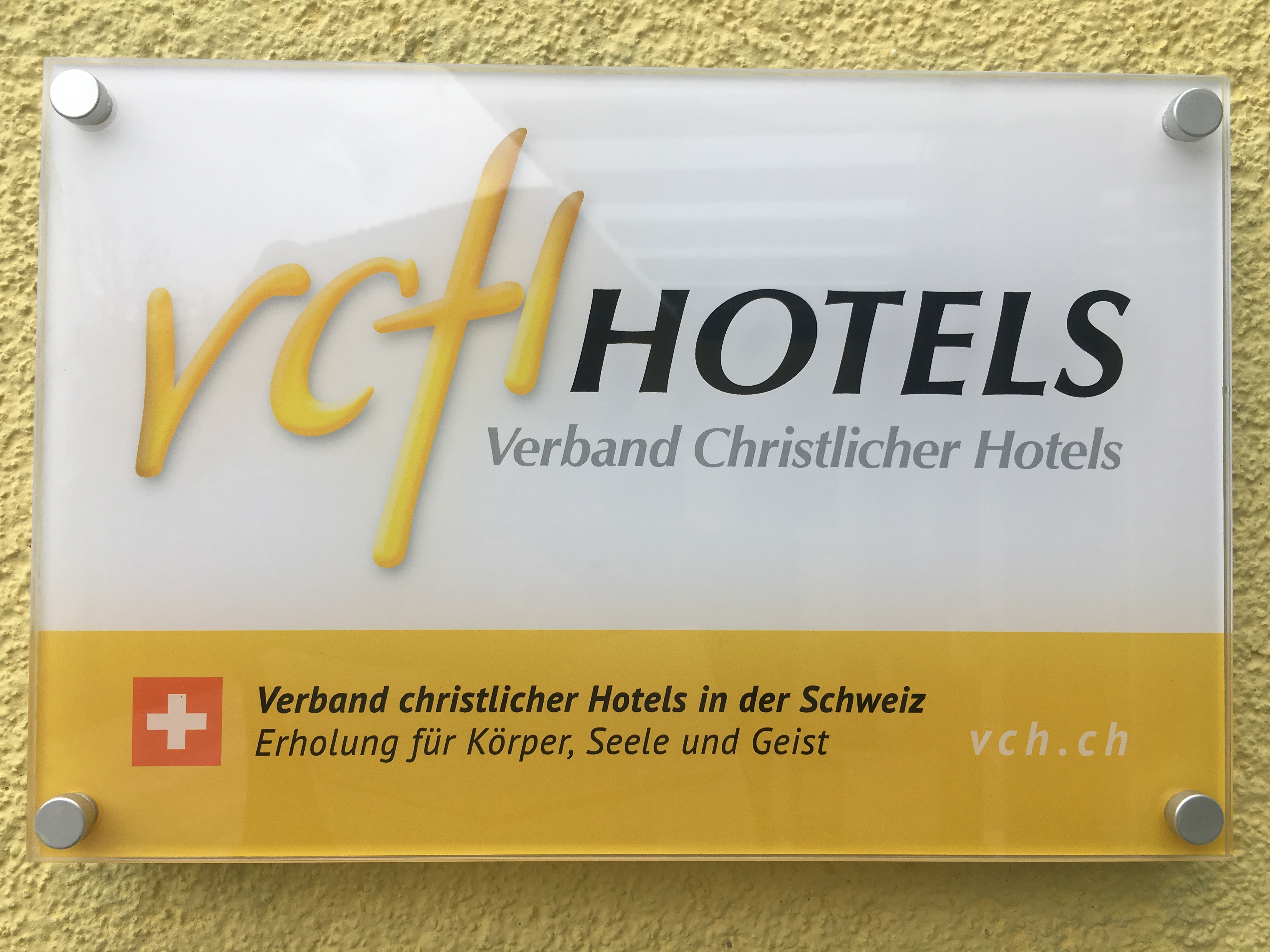
VCH Schweiz Hotelschild, 2017

Die Hotelgruppe VCH – Verband Christlicher Hotels ist eine Nonprofit-Organisation, die 1895 in Bern gegründet und seit 2020 ihren Sitz in Pura, Kanton Tessin, Schweiz, hat. Später gegründete Nachbarverbände finden sich heute in vielen Ländern Europas, so in Deutschland, Österreich, Italien, Dänemark, Schweden, Norwegen und Finnland.
Trägerschaften sind jeweils Werke aus dem freikirchlichen, evangelisch-reformierten und katholischen Umfeld oder eigenständige Häuser mit den vorgenannten Kirchen verbundenen Unternehmern oder Betriebsleitern. Unter dem Dach des VCH sind über 330 Hotels miteinander lose verbunden, 32 davon befinden sich im Gründungsland Schweiz, Tendenz leicht abnehmend.

## Geschichte
Der VCH zählt zu den ältesten Hotelketten der Welt. Die Entstehung des VCH geht zurück auf das Jahr 1895, als 20 Leiter von Herbergen und Hospizen in der schweizerischen Hauptstadt Bern den Statutenentwurf genehmigten und den «Schweizerischen Verband Christlicher Herbergen» gründeten.
Die Gästehäuser dieser Männer waren seit den 1860er Jahren entstanden aus der Not, wandernden Handwerksburschen eine geeignete Unterkunft zu ermöglichen und zu den vielen problematischen Gastbetrieben dieser Zeit (Branntweinkonsum, Glücksspiel, Gefahren für alleinreisende Frauen) seriöse Alternativen zu bieten. Im Jahre 1896 schrieb VCH-Präsident C. Hahn aus Vevey: «Hospize und Herbergen, in christlichem Geist geführt, erscheinen umso nothwendiger, als der Geist des Materialismus und Unglaubens alle Gesellschaftskreise durchseucht.»
1904 entstand in Deutschland mit der Gründung des «Verbandes Christlicher Hospize» (heute VCH-Hotels Deutschland) ein erster Schwesterverband im Ausland. Über die Jahrzehnte folgen weitere Verbände in Norwegen, Dänemark, Schweden, Finnland, Österreich, Italien und England.
1954 wird das Thema Weiterbildung im VCH so wichtig, dass ein zweites Leitertreffen im Spätherbst eingeführt wurde. Die Zunahme auf 44 Mitgliederhäuser in der Schweiz wurde vor allem dieser Fachtagung zugeschrieben. 1995 feierte der Verband sein hundertjähriges Bestehen und verschenkte zu diesem Anlass 100 Gratisferienwochen für benachteiligte Mitmenschen.
2007 befand sich der VCH wiederum in einer quantitativen und qualitativen Wachstumsphase und hat mit plus 8,4 % erneut einen Rekordstand erreicht bei über 730'000 Logiernächten und einem Umsatzvolumen von rund 54 Millionen Euro allein in der Schweiz.
2018 gehörten 37 Hotels mit ungefähr 1.700 Zimmer und 3.300 Betten zum VCH. Die gesamten Hotelübernachtungen betrugen 551.000, was einer durchschnittlichen Bettenauslastung von 46 % entspricht. Mit ungefähr 850 Mitarbeitenden wurde ein Umsatz von 76,5 Millionen Schweizer Franken erzielt.

## Standorte
Mit dem VCH waren weltweit im Jahr 2013 über 311 Hotels verbunden. In der Schweiz hatte er 2.325 Zimmer und 4.083 Betten. In Deutschland ist der VCH mit 63 Hotels vertreten, davon befinden sich viele in Städten, so acht in und um Berlin – bspw. der Albrechtshof – und drei in Hamburg. In Skandinavien zählt der VCH über 130 Hotels und Gasthäuser, in Österreich sind es 13 Hotels und in Italien 11 Gästehäuser der Waldenser, sogenannte Foresterie, am Meer, in Städten und in den Bergen. Daneben gibt es assoziierte Einzelhotels in weiteren europäischen Ländern, Brasilien und Thailand.

## Organisation
VCH ist organisiert in der Rechtsform eines Vereins gemäss Art. 60 ff. des Schweizerischen Zivilgesetzbuches. „VCH“ sowie die englische Bezeichnung „ACH“ sind eingetragene Markenzeichen. Die Organe sind die Generalversammlung der Mitglieder sowie Vorstand und Präsidium aus sieben Betriebsleitern der Mitgliedshotels. Die Beiträge der Mitglieder dienen zur Erfüllung der statuarischen Aufgaben und zur Kostendeckung der VCH-Geschäftsstelle. Geschäftsführer war bis 2014 Falk Pfleiderer, dann Cornelia Flückiger-Bührer, ab Herbst 2018 Gabriela Roth und seit Dezember 2020 Paola Eicher-Pellegrini.